# Intolerancia religiosa

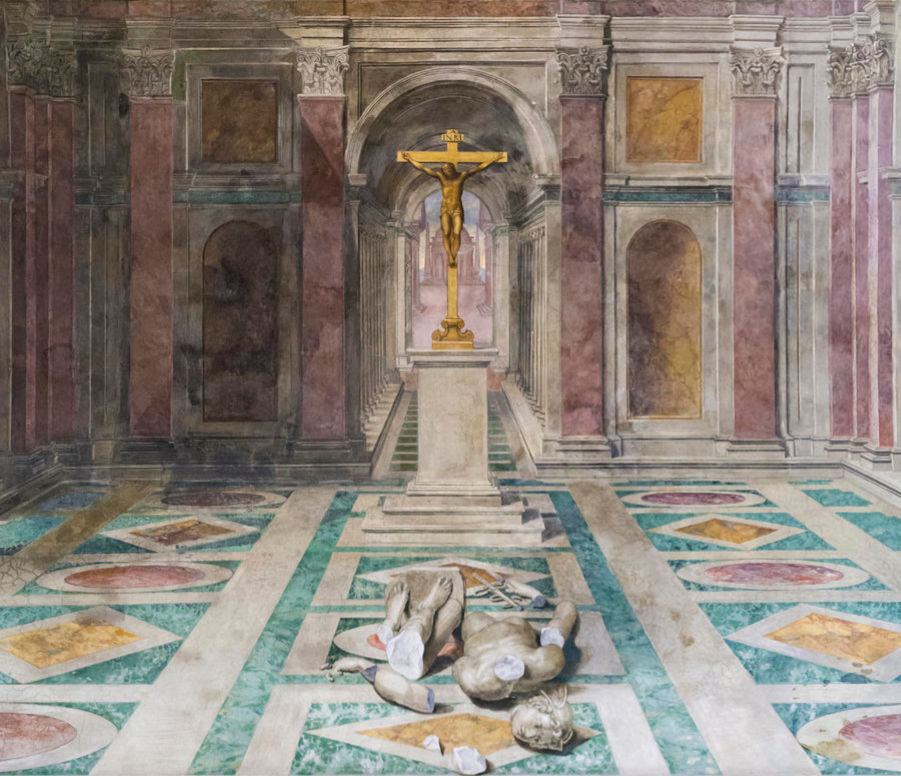
Triunfo del Cristianismo sobre el paganismo, una alegoría de la proclamación del cristianismo como religión única del Imperio Romano.

Intolerancia religiosa es una forma de intolerancia y vulneración a los derechos humanos contra una persona o grupo con motivo de sus creencias o prácticas religiosas, la falta de las mismas, o la oposición por razones ideológicas, teológicas e identitarias hacia el ejercicio individual de derechos fundamentales .  Las razones antropológicas y sociológicas detrás de la intolerancia religiosa pueden estar motivadas tanto por situaciones de conflictividad social hacia creencias religiosas diferentes a las predominantes en un territorio, así como por la oposición -desde quienes ejercen el ministerio eclesiástico a partir de conductas y prácticas de persuasión coercitiva y desinformación, mecanismos de polarización de grupo y acoso psicológico, o de un excesivo celo religioso- hacia el ejercicio autónomo y libre de derechos fundamentales como la libertad de conciencia, el derecho a la educación, o de otros derechos fundamentales.En el contexto contemporáneo, otras causas de la intolerancia religiosa incluyen además el sentimiento antirreligioso hacia el ejercicio individual o colectivo de una expresión religiosaasí como razones ideológicas atribuibles a la ideología identitaria predominante en países bajo dictaduras de facto y países bajo el régimen de estado confesional.[cita requerida] Debido a la evolución de las sociedades en diversas regiones del mundo, los conceptos sobre la materia han variado en las últimas décadas.
La Declaración Universal de los Derechos Humanos, en su artículo 18°, señala lo siguiente:

Toda persona tiene derecho a la libertad de pensamiento, de conciencia y de religión; este derecho incluye la libertad de cambiar de religión o de creencia, así como la libertad de manifestar su religión o su creencia, individual y colectivamente, tanto en público como en privado, por la enseñanza, la práctica, el culto y la observancia.

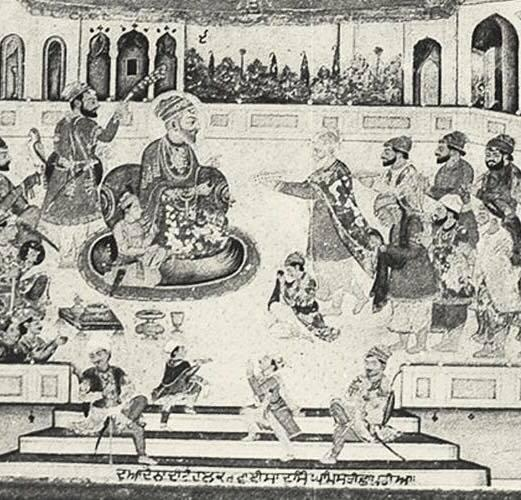
Guru Tegh Bahadar y Guru Gobind Singh recibiendo una delegación de pandits de Cachemira, que solicitan su ayuda contra la persecución religiosa de los hindúes de Cachemira por parte del Imperio Mughal. Detalle de un fresco perdido de Gurdwara Baba Atal Rai.

En el contexto de los países bajo democracias libres, el ejercicio autónomo de la libertad religiosa y las acciones desde el estado de derecho para enfrentar el fenómeno de la intolerancia religiosa en la sociedad están regulados por las disposiciones constitucionales en materia de libertad de asociación y libertad de expresión, así como también en las disposiciones establecidas en tratados y convenciones internacionales como la Convención Internacional de los Derechos del Niño, el Convenio de Estambul o la Convención Internacional sobre la eliminación de todas las formas de discriminación contra la mujer (CEDAW).
Situaciones de intolerancia religiosa históricamente han derivado en guerras civiles, genocidios y situaciones documentadas de terrorismo de Estado, como las ocurridas durante la Segunda Guerra Mundial y el periodo de entreguerras, o las ocurridas en el contexto de períodos históricos como la Edad Media.  

## Intolerancia religiosa y la persecución religiosa
En contextos donde ocurren situaciones de intolerancia religiosa, la conflictividad social y las vulneraciones a los derechos humanos hacia personas o grupos pueden configurar situaciones de persecución y acoso que pueden derivar en circunstancias y situaciones graves. Usualmente, la persecución de esta naturaleza florece por la ausencia de mecanismos dentro del marco de la gobernanza que garanticen a la población la tolerancia religiosa, libertad de religión, el pluralismo religioso y el libre ejercicio de los derechos fundamentales.

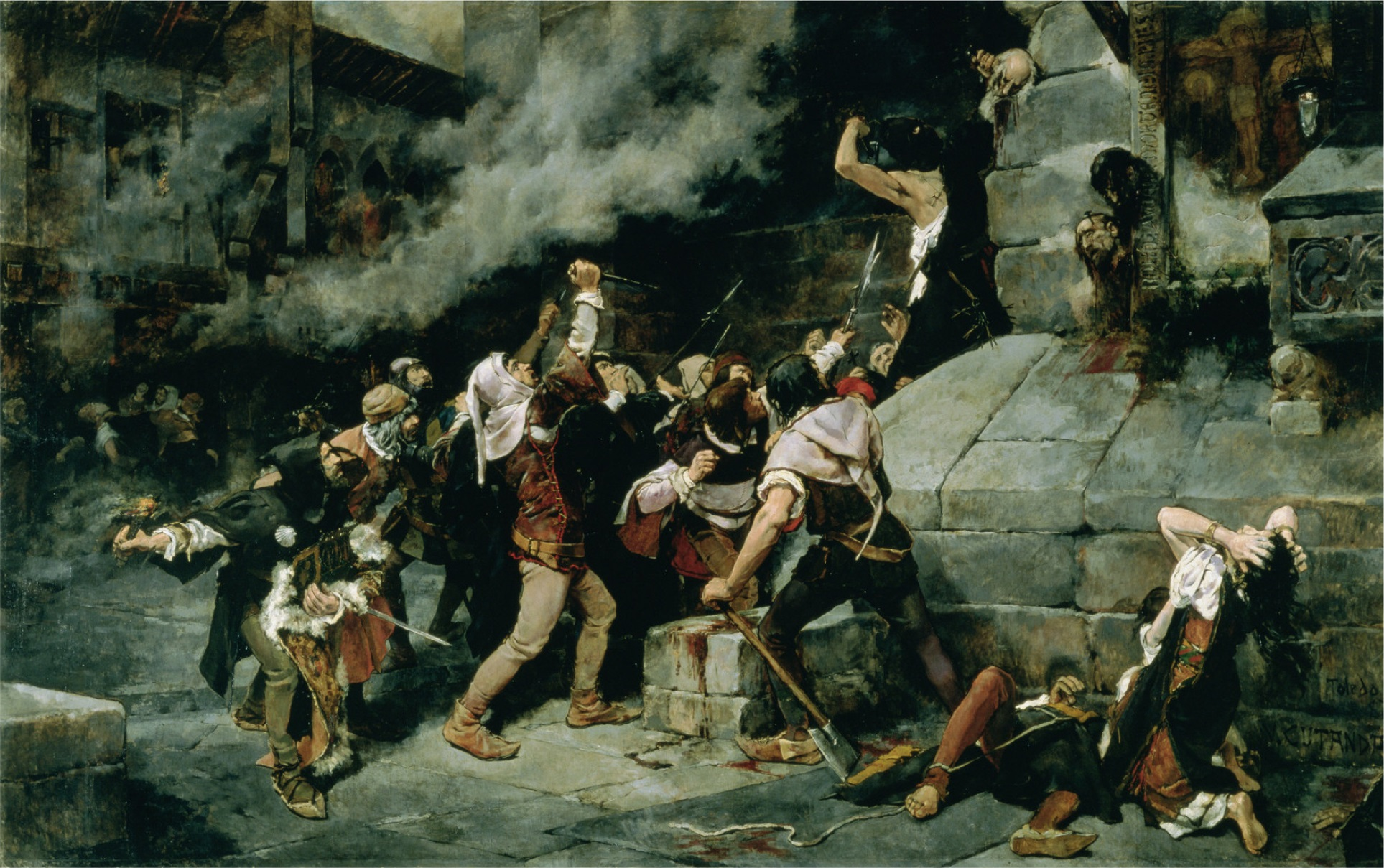
A los pies del Salvador (1887), obra de Vicente Cutanda que representa una matanza de judíos en Toledo, España durante la Edad Media.

En contextos donde no existen estos mecanismos, o en el caso específico de regímenes de facto o regímenes bajo el estado confesional, los mecanismos de persecución derivados de situaciones de intolerancia religiosa  pueden suponer agresiones, apedreamientos, torturas, pena de prisión, ejecuciones injustificadas, negación de beneficios y de derechos y libertades civiles. Puede también implicar confiscación de bienes, destrucción de propiedades o incitamiento al odio, entre otras situaciones.

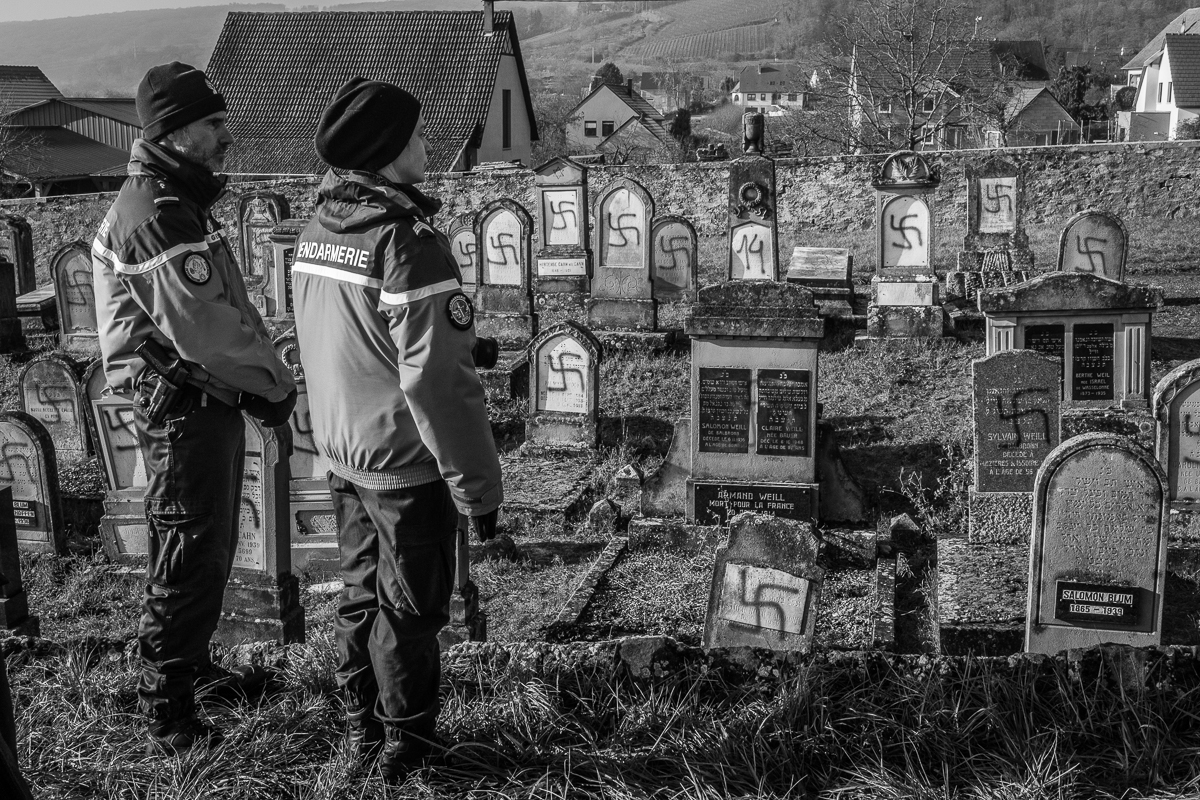
Tumbas vandalizadas en el cementerio judío de Westhoffen, Francia (diciembre de 2019).

El monopolio religioso a través de mecanismos de persuasión coercitiva, polarización grupal y otras formas de manipulación es un atractivo a la intolerancia religiosa. Desde niños, los seres humanos son conscientes de su impotencia respecto a cosas fundamentales como la comida, el amor y la propia vida. La religión se concibe socialmente como un método para afrontar la pérdida y el miedo a la muerte; enseña principios morales y hace que la gente los siga. Pero, precisamente porque las religiones son fuentes tan poderosas de moralidad y sentido comunitario, se convierten con facilidad en vehículos para huir de la impotencia, que tantas veces se manifiesta en opresión e imposición de jerarquías. En el mundo de hoy, las personas abordan las diferencias étnicas y religiosas de maneras nuevas, al aferrarse a una religión que consideran verdadera, al rodearse de correligionarios y colocar por debajo a los que no abracen esa religión.[cita requerida]
Dos ideas suelen alimentar la intolerancia y la falta de respeto en materia de religión. La primera, que cierta religión es la única verdadera y las demás son falsas o tienen fallos morales.[cita requerida] La gente que opina así, no es monolítica, también puede creer que los demás merecen respeto por sus creencias, siempre que no hagan daño. La segunda corresponde a aquella en que el Estado y los ciudadanos particulares deberían obligar a la gente a abrazar la forma correcta de abordar la religión. [cita requerida]Es una idea que está extendiéndose, incluso en democracias modernas. Ejemplos recientes son la aplicación de la ley de la sharia (shari'a) por jueces islámicos en África y Asia, la destrucción de las estatuas de Buda por los talibanes en Afganistán, las décadas de guerra religiosa en Irlanda, la reciente partición y limpieza étnica -sobre la base de la religión de cada cual- de Yugoslavia, la resistencia de Francia a tolerar símbolos religiosos en las escuelas y las afirmaciones de la extrema derecha india de que las minorías en India deben integrarse en la cultura de los hindúes. [cita requerida]La reaparición de este pensamiento supone una amenaza para las sociedades liberales, construidas sobre la libertad e igualdad.
Las dimensiones sociales y antropológicas del fenómeno de la intolerancia religiosa no sólo abarcan a situaciones históricas como el antisemitismo, la islamofobia y la cristianofobia, sino que también han incluido situaciones ampliamente documentadas en recientes décadas  como las relacionadas con el crecimiento de los nuevos movimientos religiosos en diversos países del mundo,   la secularización de las sociedades de diversos países, y otros acontecimientos contemporáneos . [cita requerida]

## Antecedentes históricos

### Mundo antiguo

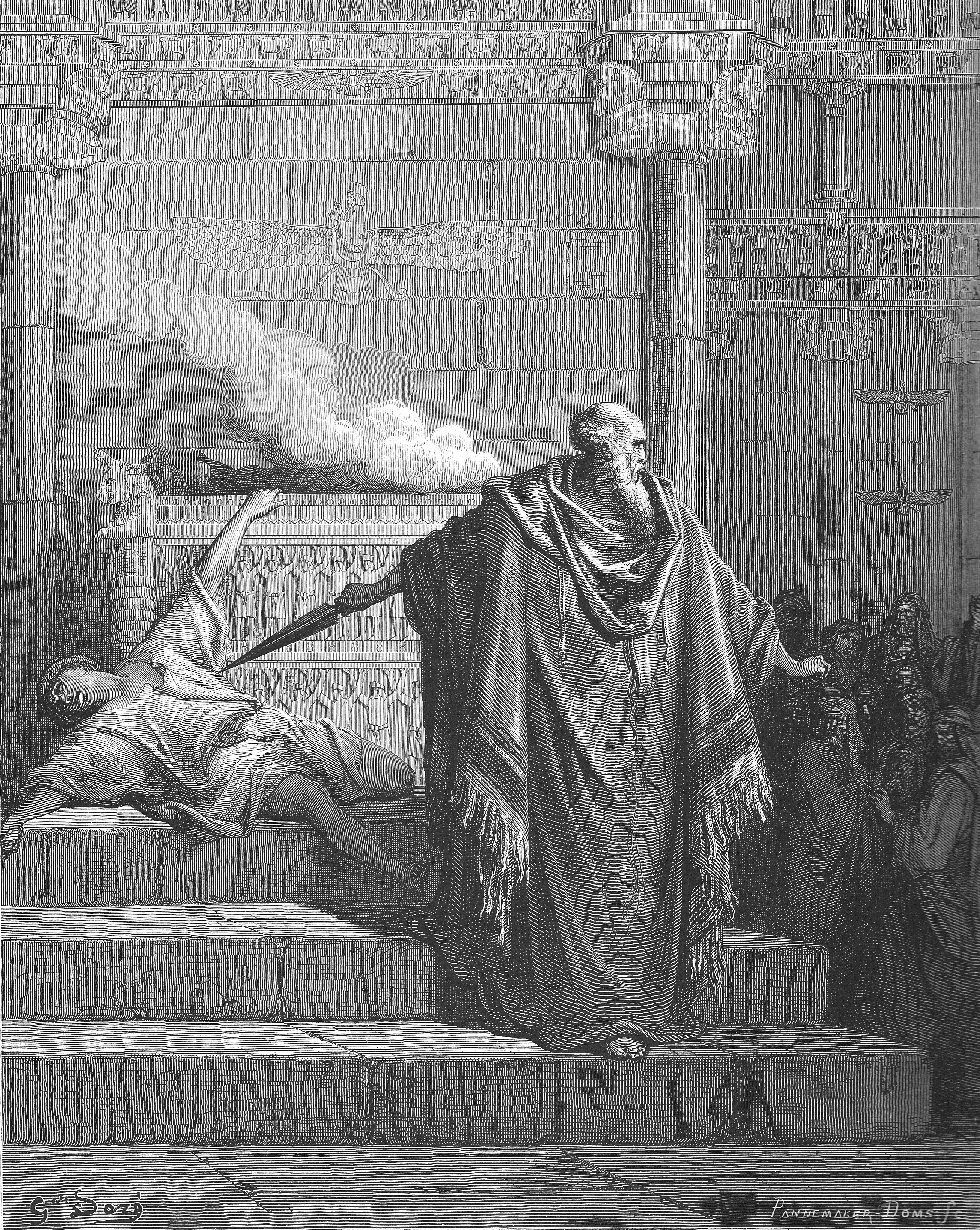
Matatías asesinando a un judío apóstata, en un grabado del.

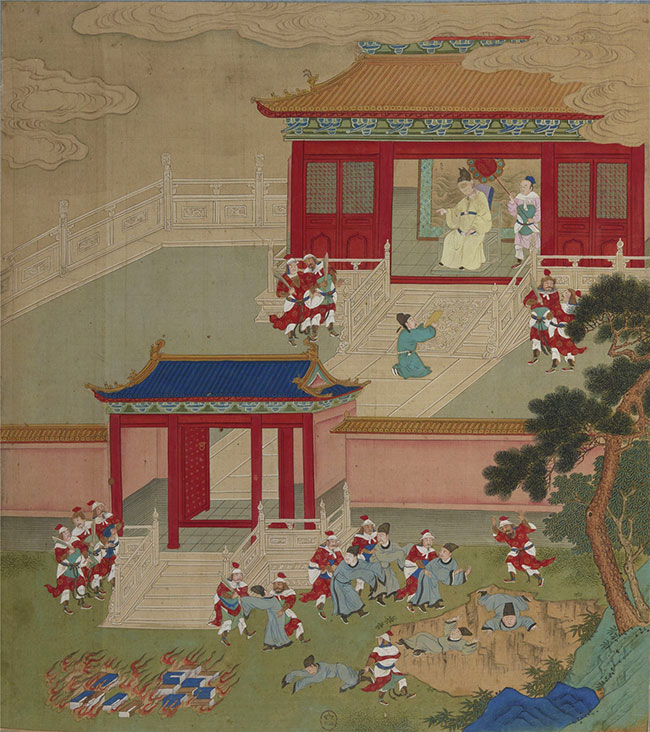
Fresco retratando la quema de libros y la sepultura de intelectuales por el emperador Qin Shihuang (que incluyó a confucianos y taoístas).

Las culturas primitivas y las civilizaciones del mundo antiguo no solían tener ejemplos destacados de intolerancia religiosa.[cita requerida] Un caso aislado sería el del faraón egipcio Akenatón y su culto heliolátrico de matices monoteístas que riñó con el poder clerical de los sacerdotes tebanos. [cita requerida]Los paganos en general por ser politeístas,  aceptaban relativamente la existencia de otras divinidades. [cita requerida]Aun así, durante las guerras se decía comúnmente que alguna divinidad estaba de su lado; así como en los relatos míticos de las batallas (ver Teomaquia).[cita requerida] Durante el Imperio Romano se toleraban el resto de creencias de los diversos pueblos sometidos, siempre y cuando se aceptara la supremacía de los dioses romanos (justificada en las victorias militares) y se dejasen prácticas consideradas "barbáricas" o desagradables (como el sacrificio humano druida o la circuncición judía). Muchas de estas prácticas eran denominadas por la ley romana como superstitio y castigadas duramente por incívicas.
Fue con el surgimiento de las religiones de la Era Axial que se dieron en general los primeros casos de intolerancia religiosa. [cita requerida] El judaísmo fue una de las primeras religiones en mostrar recelo, y el Antiguo Testamento incluye muchas referencias a las religiones idólatras de los pueblos vecinos, condenándolas, y contiene gran cantidad de prohibiciones que impedían a los judíos alejarse de las creencias judaicas o practicar cultos religiosos extranjeros.[cita requerida] Ejemplos de esto serían las referencias al Becerro de Oro, a la Reina Jezabel y a otras historias bíblicas donde se acusa la idolatría.[cita requerida]
Si bien los israelitas tuvieron innumerable cantidad de conflictos con sus vecinos, los babilonios, asirios, idumeos, filisteos, egipcios, hititas, etc., fue con el Imperio romano con quien se dio uno de los más feroces conflictos religiosos: las guerras judeo-romanas. Los enfrentamientos religiosos entre judíos y romanos –estos últimos habían aplicado algunas medidas insultantes para los judíos como la presencia de una estatua de Júpiter en el Templo de Jerusalén- terminó con una de las mayores persecuciones religiosas, la destrucción del Templo, el saqueo de Jerusalén y la diáspora judía.[cita requerida]

Juicio de Santa Lucía, quien fue condenada durante la persecución de Diocleciano, en una obra decimonónica de Lorenzo Lotto.

El advenimiento del cristianismo provocó el surgimiento histórico, de una segunda religión monoteísta. [cita requerida]En principio, los enfrentamientos religiosos se daban entre judíos y cristianos primitivos, mientras que en Roma proliferaban múltiples religiones y cultos, incluyendo el orfismo, el mitraísmo, etc. La persecución a los cristianos  por las autoridades imperiales, fueron no solo por motivos religiosos, sino también por motivos políticos, al negarse a reconocer la autoridad divina del emperador. Miles de cristianos fueron ejecutados y torturados, y en algunos casos inculpados por crímenes que no cometían (acusados, por ejemplo, de incendiar Roma y de canibalismo contra niños).[cita requerida]
Finalmente, el cristianismo empezaría a ganar adeptos en el Imperio romano, lo que provocaría conflictos políticos y religiosos.[cita requerida] El caso de Alejandría (Egipto, fundada por Alejandro Magno tras expulsar a los persas, 331 a. C.), se practicaba el helenismo y la religión egipcia (ambas politeístas) y poseía una convivencia policultural y de tolerancia multireligiosa, en la que se destacaba la presencia de colonias judías. Pero tras la invasión romana (año 30 a. C.) y después con el Edicto de Tesalónica(siglo IV d. C.), se prohíben todos los cultos étnicos, obligandose a la práctica únicamente del cristianismo, fue en el período en que los cristianos toman el poder de Roma, se protagonizaron linchamientos y persecución  contra judíos y todos aquellos que no eran cristianos, así como saqueos de sinagogas y profanaciones a templos paganos,  destruyéndolos o  convirtiéndolos en iglesias.[cita requerida]
Por último, a través del mecanismo de edictos el cristianismo se convertiría en la religión predominante del Imperio romano y gradualmente iría eliminando a otras religiones, principalmente a las religiones europeas, como son el caso de los celtas y los nórdicos. [cita requerida]
El estereotipo de la bruja como una mujer de edad mayor, volando en escoba junto a un gato, participando de clandestinos  aquelarres nocturnos, donde realiza adoración al diablo, o sacrificios humanos y ritos sacrílegos, y que conoce todo tipo de pociones mágicas y maleficios, se remonta a la antigüedad, y se acusó a las religiones étnicas de realizar este tipo de prácticas, para tener motivos para «ajusticiarlos». Los cristianos fueron acusados de cometer este tipo de actos en la época del Imperio Romano: durante el siglo II fueron acusados de celebrar reuniones clandestinas en las cuales degollaban niños y mantenían relaciones sexuales no convencionales y adoraban animales. En otras épocas fueron los judíos los acusados de practicar este tipo de aquelarres. Siempre se trataba de grupos minoritarios vistos con malos ojos por la mayoría y los gobernantes.

### Edad Media

Matanza de judíos en Barcelona en 1391.

La humanidad vivió momentos de intolerancia religiosa durante la Edad Media, continuados a su vez a lo largo de la Edad Moderna. La Inquisición católica arrestó, juzgó y en muchos casos condenó (el castigo máximo era la relajación o condena a muerte, generalmente en la hoguera) a judíos, musulmanes, paganos, herejes como los cátaros o albigenses, bogomilos, templarios y otros, encarcelados masivamente y, en su caso, ejecutados (por regla general torturados durante su cautiverio o antes de morir). Existió un extenso listado de prácticas que fueron prohibidas. En 1486 se publicó el Malleus maleficarum o Martillo de las brujas, un compendio de todas las fantasías sobre aquelarres, sacrificios humanos y ritos sacrílegos de esa época, sirviendo de  inspiración para persecuciones religiosas durante trescientos años. Las personas acusadas de brujería, en su mayoría mujeres, eran culpadas de todos los males de la sociedad. Durante el siglo XV la Inquisición ejecutó a más herejes que brujas, y cuando los Estados feudales se organizaron como monarquías independientes del papa, el poder punitivo se trasladó de la Inquisición a los jueces civiles de estas monarquías, quienes continuaron la persecución de supuestas brujas hasta el siglo XVIII. Era la primera vez en la historia que aparecía en forma sistematizada una teoría sobre el origen del crimen, es decir, una etiología del crimen.
Los judíos en general no tenían derecho alguno: eran incapaces de testificar ante una corte cristiana, podían ser objeto impunemente de asesinatos, robos, violaciones y otros delitos al no poder testificar contra un cristiano[cita requerida]. En varios casos, niños judíos fueron secuestrados  y convertidos al cristianismo. [cita requerida]Se prohibía a los judíos enseñar su religión, tener la Torá y hubo también masivas expulsiones de judíos como en el caso de Al-Ándalus (1140), el Reino de Francia (1182), el Reino de Inglaterra (1290), de nuevo Francia (1306, 1322 y 1394), las Coronas de Castilla y Aragón (edicto de Granada, 1492), Portugal (1496), Navarra (1498), Provenza (1500), etcétera.[cita requerida]

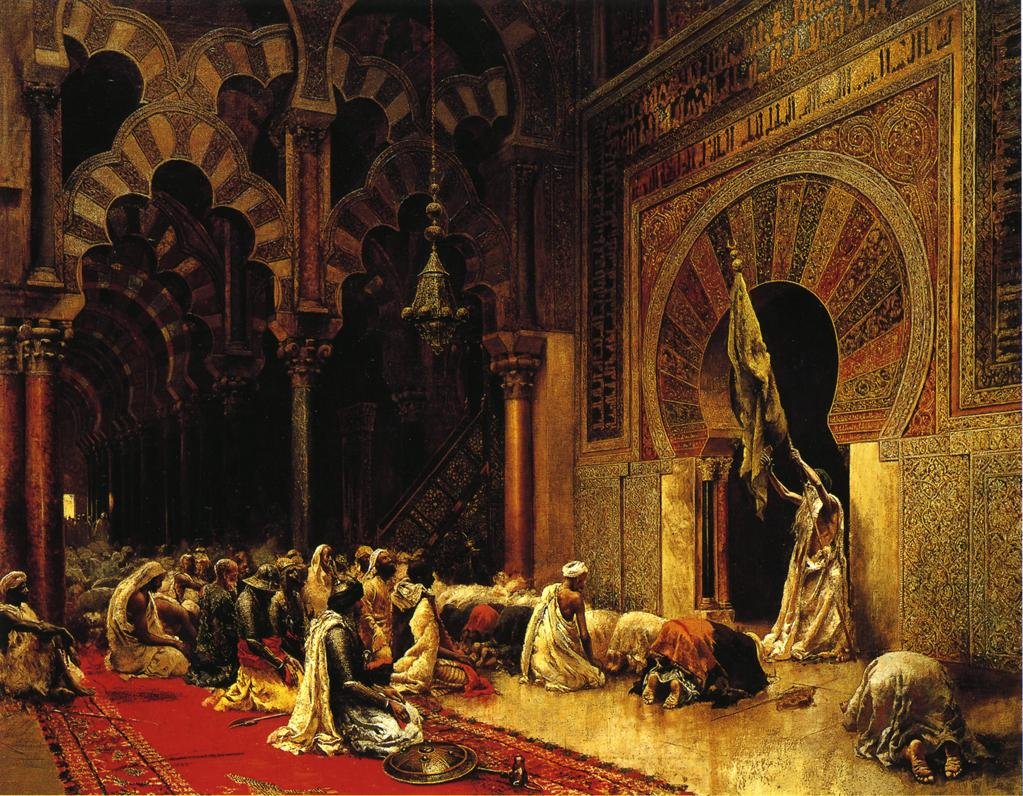
Llamada a la yihad en la Mezquita de Córdoba, según un cuadro decimonónico. En el mundo islámico, el califa es responsable de guiar a los creyentes y cumplir con la voluntad de Dios combatiendo a los herejes.

El surgimiento del Islam marcó otro hito histórico, no solo por ser la tercera religión monoteísta, sino por ser la primera de estas que fijaba cierto grado de tolerancia religiosa al establecer que la Gente del Libro (judíos, cristianos, mandeos y zoroastrianos) tenían derecho a practicar su religión discretamente pero pagando un impuesto. [cita requerida] Aun así, los musulmanes no toleraban la idolatría y combatieron a los credos paganos en todos los países que su vasto Imperio llegó a conquistar. El Imperio islámico y los diferentes califatos finalmente hicieron desaparecer a las religiones paganas de Egipto, Mesopotamia y la Arabia preislámica y combatieron duramente al hinduismo y al budismo en India, Afganistán y otros países del Lejano Oriente.Rápidamente, tras la expansión musulmana, el islam entró en conflicto con el cristianismo, especialmente tras conquistar la Tierra Santa y arrinconar al decadente Imperio bizantino (cristiano ortodoxo), lo que motivaría las Cruzadas, una serie de guerras político-religiosas entre cristianos y musulmanes. En dichas guerras se dieron muchas atrocidades: cruzados que mataron no solo a miles de hombres del ejército musulmán, sino también mujeres y niños musulmanes, la violación de mujeres, etc., incluso la masacre de judíos, tanto de camino a Jerusalén,  como a su llegada, donde fue incendiada su sinagoga repleta de judíos .[cita requerida] También en la Edad Media, hubo atrocidades cometidas por grupos musulmanes contra los cristianos, como el Saqueo de Roma (846) por los sarracenos, o las intermitentes persecuciones a los cristianos mozárabes, (considerándose primera la de los Mártires de Córdoba del 850 al 859) hasta su total expulsión en 1126 del territorio musulmán. O en 1009 cuando el califa al-Hákim bi-Amrillah, ordenó la destrucción del Santo Sepulcro (considerado el lugar más sagrado la cristiandad),  también la participación de los turcos en la caída de Constantinopla en 1453,  o incluso en 1480 con los mártires de Otranto, asesinados por los otomanos, por rechazar convertirse al islam. Todo eso sin contar el posterior comercio de esclavos cristianos europeos.

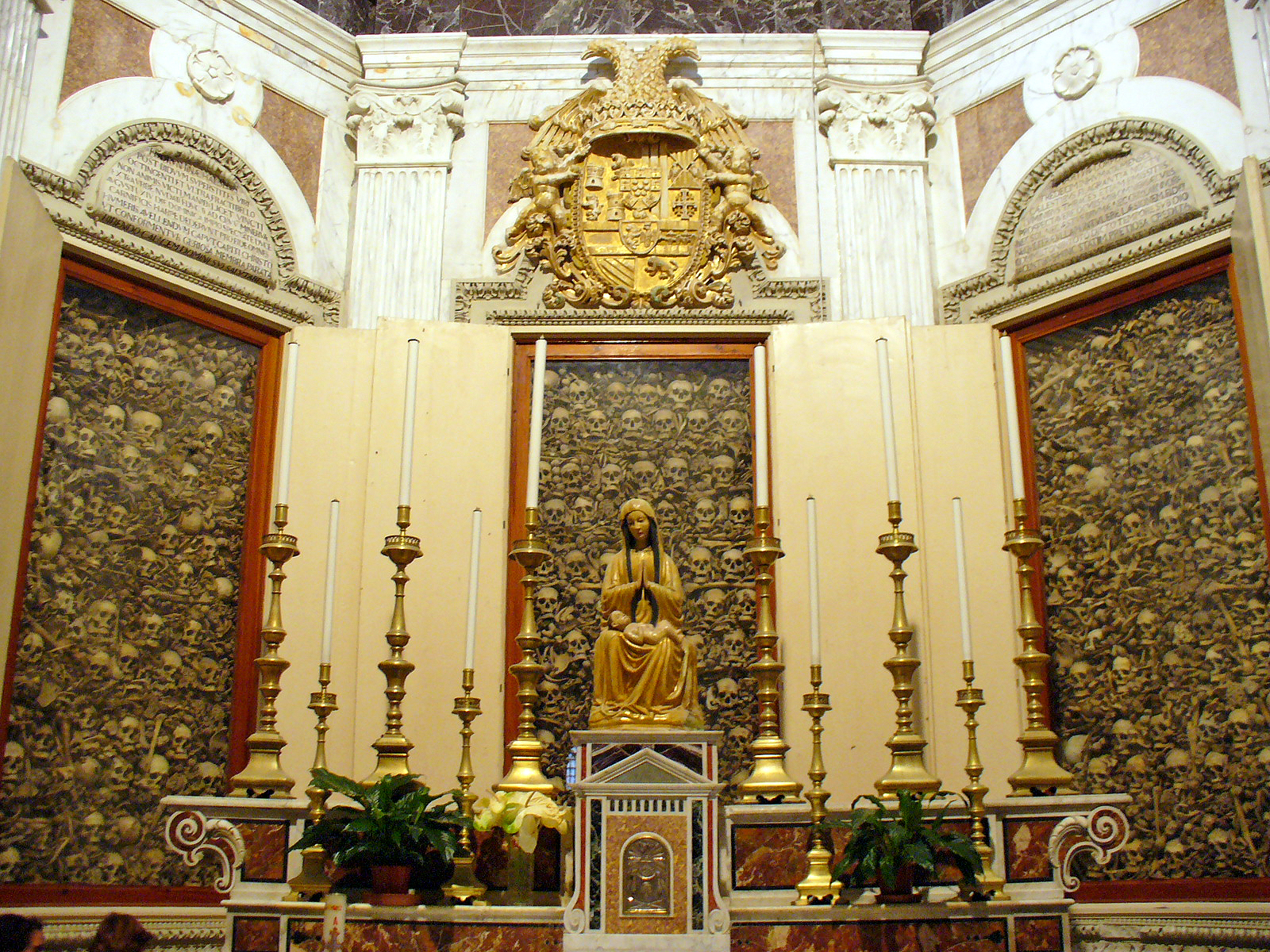
Altar con los restos de los Mártires de Otranto (actual Italia), cristianos asesinados por negarse a convertirse al islam tras la toma de la ciudad por los turcos otomanos.

En el caso del Lejano Oriente, los conflictos religiosos han sido menos frecuentes, en parte porque las religiones orientales tienen una tendencia menor al exclusivismo, aunque no han estado del todo exentas.[cita requerida] Si bien el hinduismo por lo general es muy tolerante y de allí que se ha ramificado en diferentes escuelas de pensamiento que interaccionan pacíficamente, el concepto de Guerra Santa también existe entre los hindúes como se menciona, por ejemplo, en el Bhagavad Guita, al decirle Krishna a Arjuna que es legítimo, en especial entre los guerreros chatrias, el combatir infieles ("malechhas"). Sin embargo, los conflictos fueron infrecuentes dentro de India antes de la conquista islámica, durante la cual musulmanes e hindúes comenzaron un enfrentamiento que perdura hasta la fecha.[cita requerida]

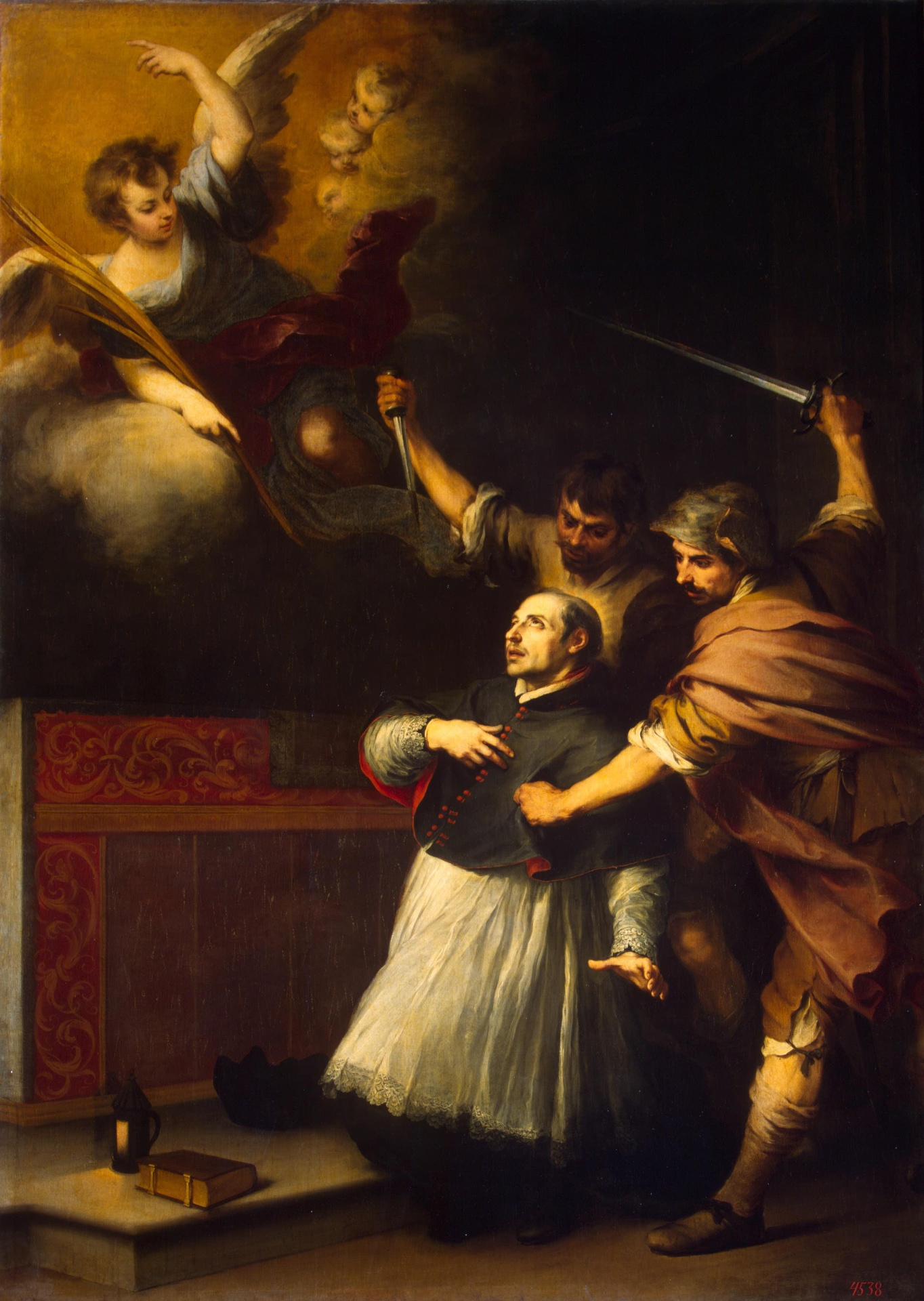
Asesinato del inquisidor Pedro de Arbués por un grupo de judeoconversos (1485), en una obra de Murillo.

El budismo, aunque llegó a ser una de las religiones más poderosas de Asia y del mundo, y fue la religión oficial de diferentes imperios como el Imperio Kushan, el Imperio de Asoka, el Imperio chino (durante ciertos periodos) y el Imperio mongol, en términos generales desalentaba la violencia contra otras religiones. En China, Tíbet, Japón y otras naciones coexistía con las religiones locales, como el taoísmo, el Bön y el Shinto, respectivamente, hasta llegar a mezclarse. Sin embargo, el budismo no ha estado del todo exento de violencia desde su surgimiento bajo el pretexto de la defensa del dharma, como lo denotaría el hecho de que era la religión oficial de poderosos imperios conquistadores. Como método de minimizar los efectos de la violencia desde el punto de vista del karma, a menudo se deshumanizaba o demonizaba al enemigo. Un ejemplo se encuentra en la crónica de Mahavamsa del siglo V en Sri Lanka, donde monjes reaseguran al rey diciendo que de los millones que acaba de asesinar, solo dos eran budistas y el resto eran más animales que humanos.

### Modernidad

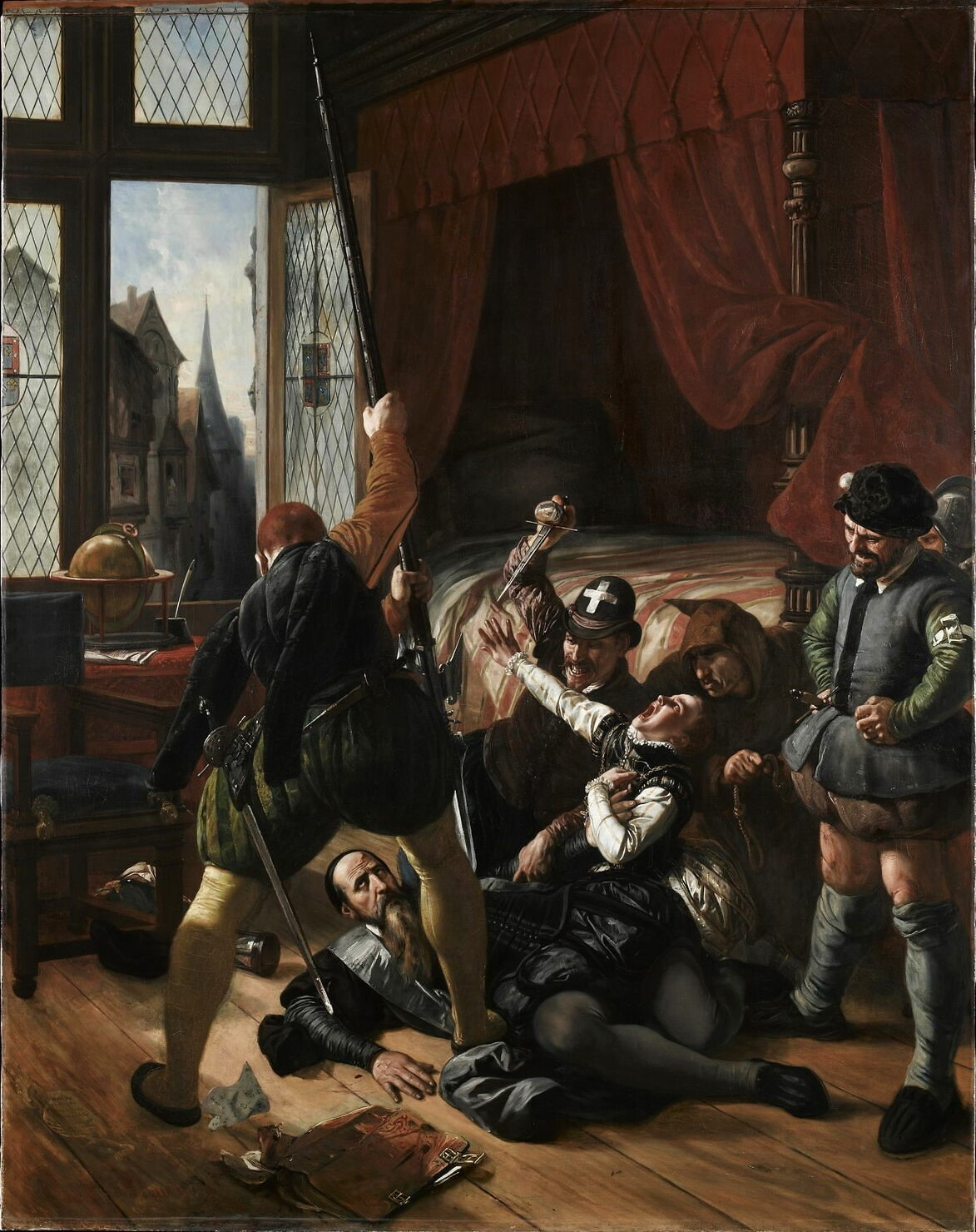
Cristianos franceses asesinando hugonotes en la Matanza de San Bartolomé (agosto de 1572).

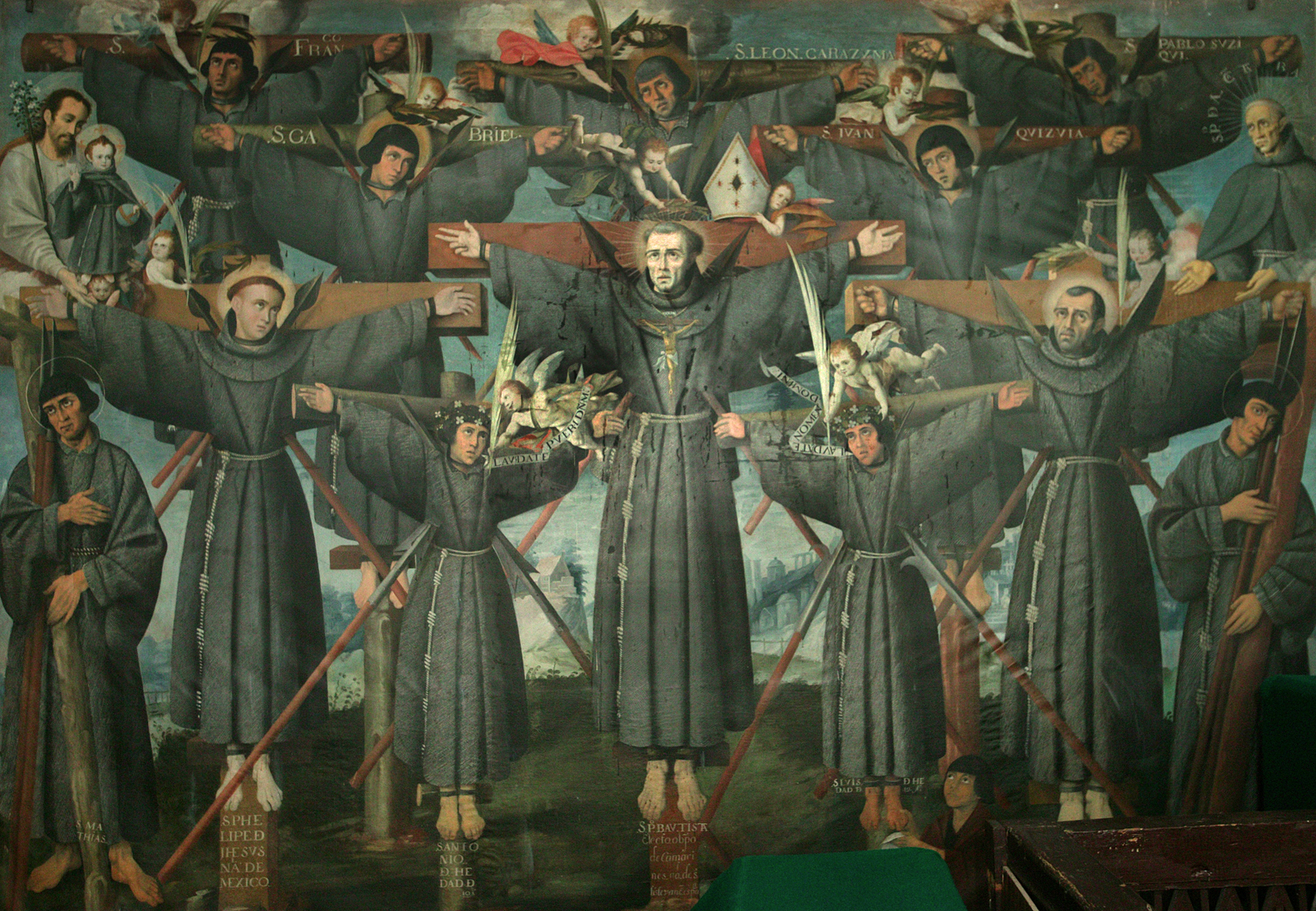
Misioneros jesuítas crucificados en Nagasaki, Japón, por las autoridades locales.

Los enfrentamientos religiosos no cesaron tras el final de la Edad Media, como fueron las guerras de religión entre católicos y protestantes tras la Reforma luterana, así como las luchas contra los católicos jacobitas en Inglaterra y los protestantes hugonotes en Francia. La persecución de paganos y brujos (en algunos casos sin serlo) realizada por los protestantes se conoció como la caza de brujas y provocó la muerte de miles de personas en los países protestantes de Europa y América.[cita requerida]

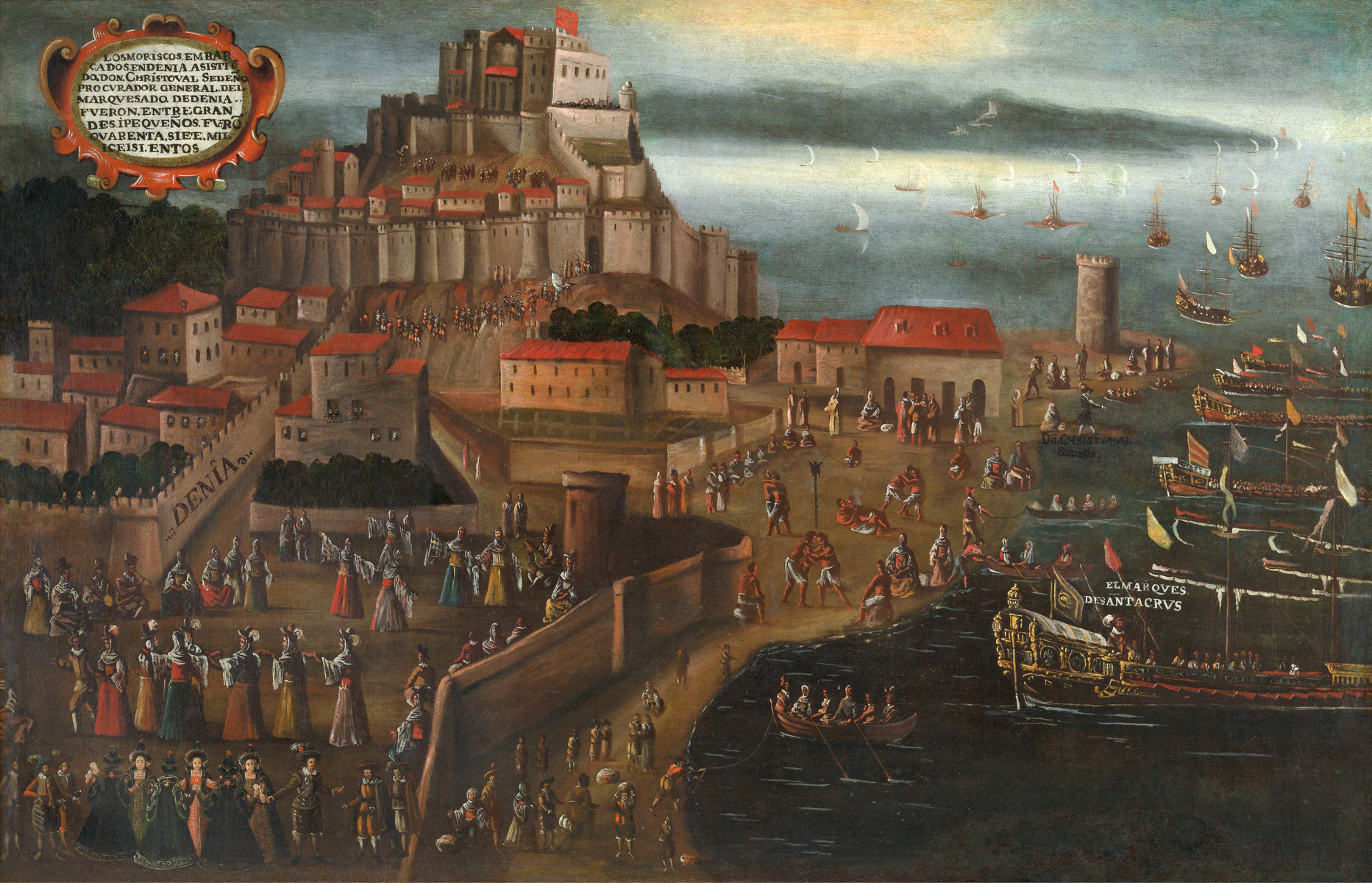
Moriscos partiendo al exilio en el puerto de Denia tras la expulsión de los moriscos de la Monarquía Hispánica durante el reinado de Felipe III.

La exportación de esclavos negros por parte de las potencias europeas incluía un cierto nivel de intolerancia religiosa al ser sus religiones tradicionales -como el Vudú y el Islam- prohibidas y ser forzados a convertirse al cristianismo. [cita requerida]La conquista de América por España y Portugal también implicó una conversión forzada de los amerindios al catolicismo y la persecución de sus religiones autóctonas.[cita requerida]

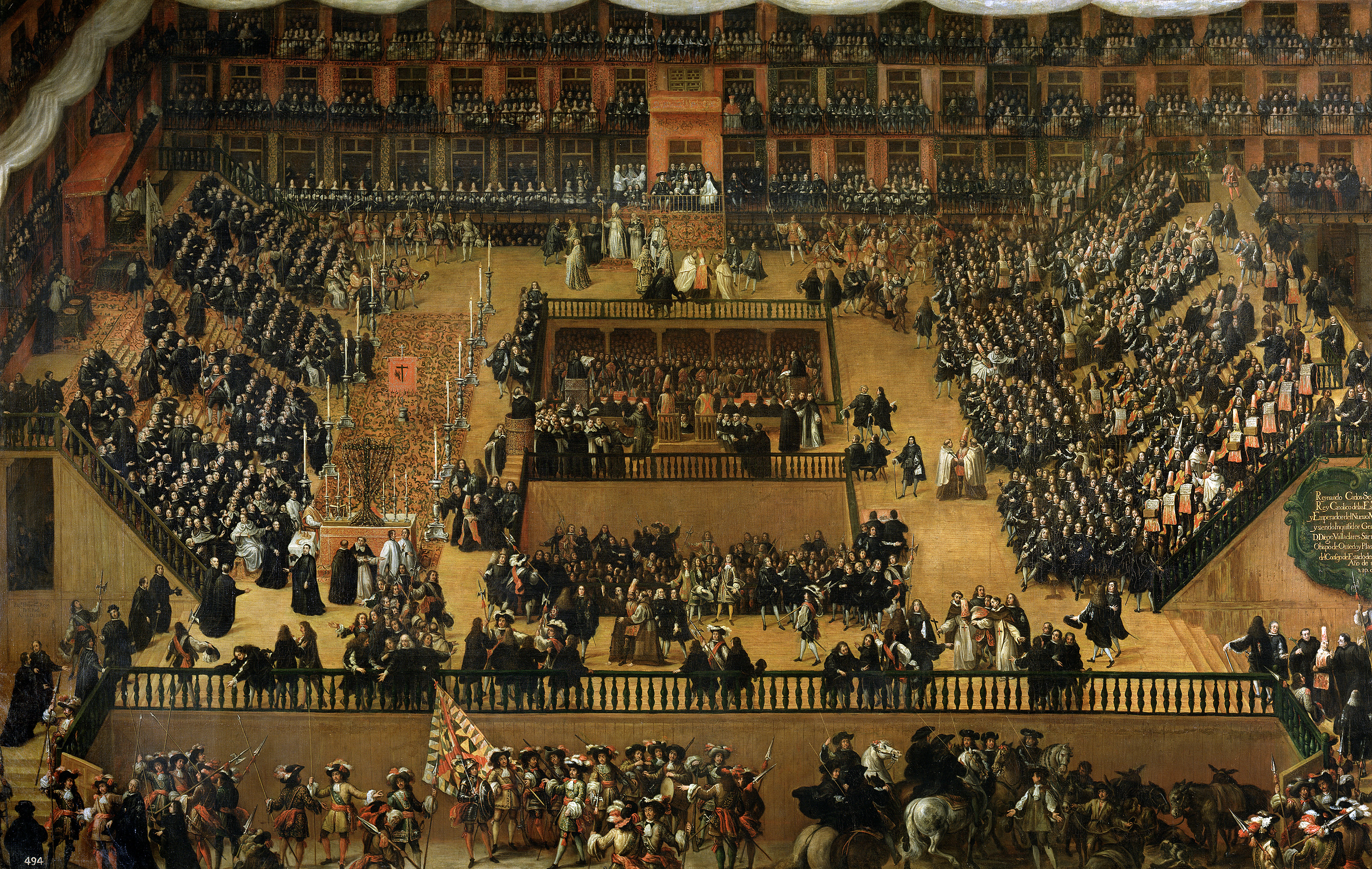
Auto de fe en la plaza Mayor de Madrid, obra de Francisco Rizi (1683), conservado en el Museo del Prado.

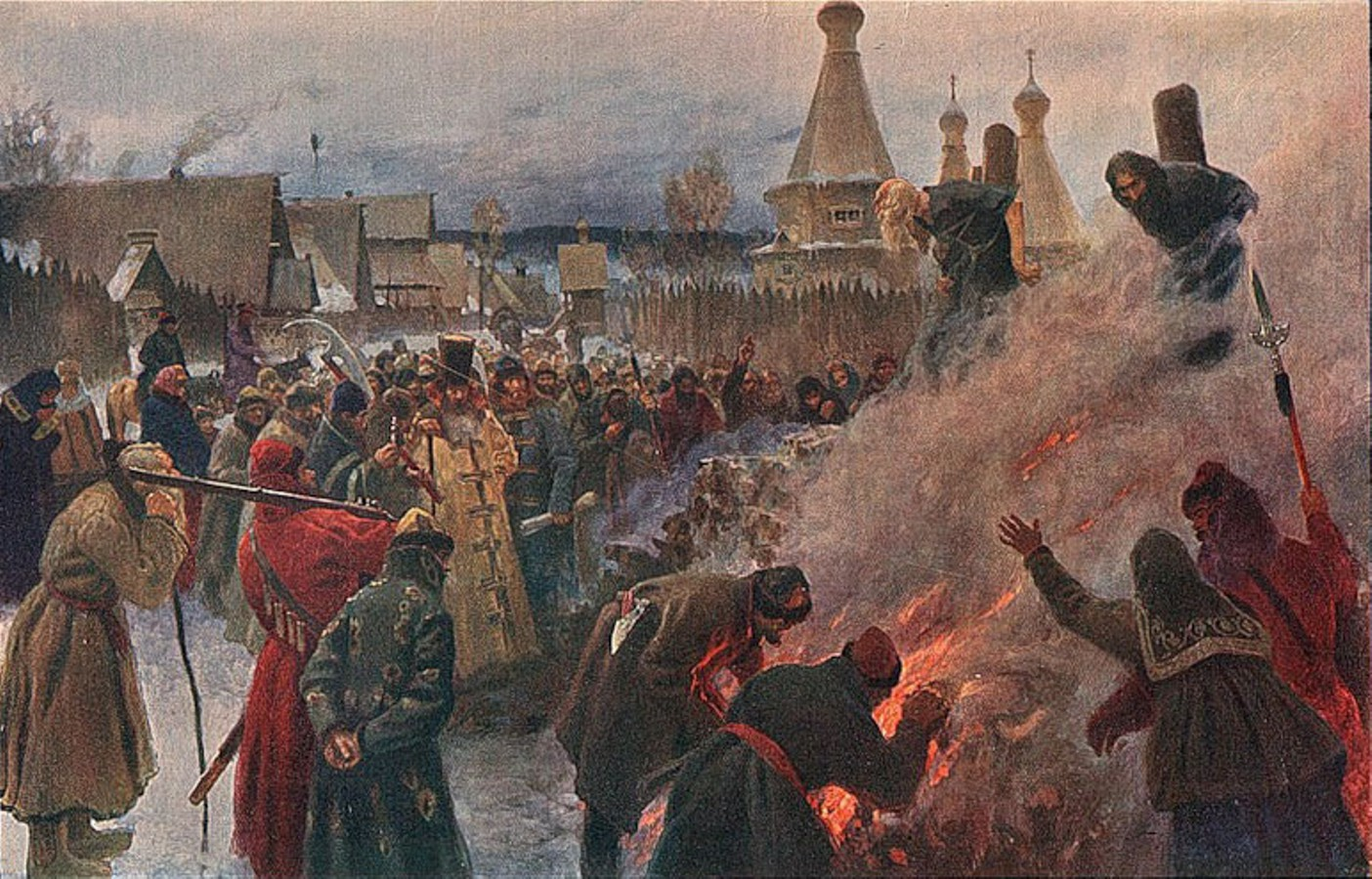
Grupo de viejos creyentes ortodoxos en Rusia quemando herejes en la hoguera en 1681.

Los británicos fueron menos insistentes en la conversión religiosa al colonizar Norteamérica, Australia y Nueva Zelanda –de allí que los aborígenes de estas zonas todavía preserven sus credos en mayor medida-, pero de igual forma mostraban un profundo desprecio por las culturas indígenas.[cita requerida]
En el caso de los judíos, los diferentes nacionalismos europeos surgidos durante el siglo XIX generaron profundas muestras de antisemitismo, pogromos espontáneos y diferentes medidas discriminatorias contra la población judía, que en parte motivó el nacimiento del sionismo. [cita requerida]
La aparición del Ku Klux Klan en Estados Unidos tras la guerra de Secesión fue la fundación de una organización no solo racista, sino cristiana fundamentalista, que combatía a judíos, católicos, homosexuales y personas consideradas contrarias al cristianismo protestante.[cita requerida]
Una de las situaciones que moldeó más a América Latina fue el enfrentamiento entre los conservadores y los liberales, los primeros aliados a la Iglesia católica, y los segundos fundamentados en los valores liberales seculares y anticlericales. Dicho enfrentamiento llevó incluso a la violencia, como la Guerra Cristera en México y las guerras civiles de Colombia (especialmente la guerra civil de 1876 a 1877).[cita requerida]
Los imperios coloniales europeos también mostraron intolerancia religiosa, utilizando medidas discriminatorias contra las religiones nativas. Aunque en algunos casos, como el de Argelia y Vietnam del Imperio francés, donde la religión tradicional (el Islam y el budismo, respectivamente) siguieron siendo predominantes o el de la India del Imperio Británico y sus diferentes religiones tradicionales, éstas más bien sirvieron como referentes nacionalistas, en otros casos los imperios coloniales lograron difundir ampliamente el cristianismo frente a las religiones autóctonas como ocurrió en gran parte del África negra.[cita requerida]

### SigloXXysigloXXI

#### Primera mitad delsigloXX

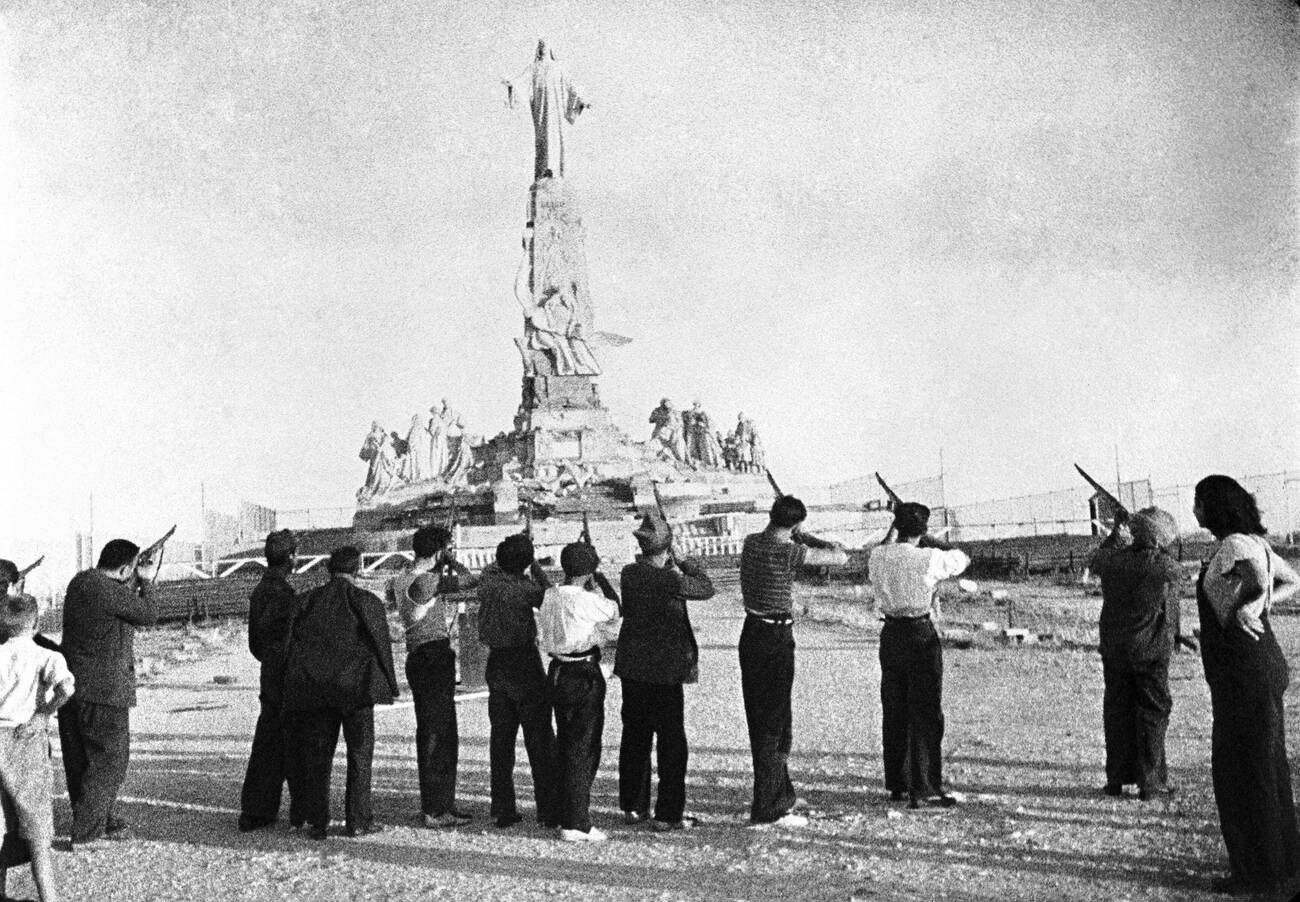
Milicianos anarquistas fusilan el Monumento al Sagrado Corazón de Jesús del Cerro de los Ángeles a comienzos de la guerra civil española (1936-1939).

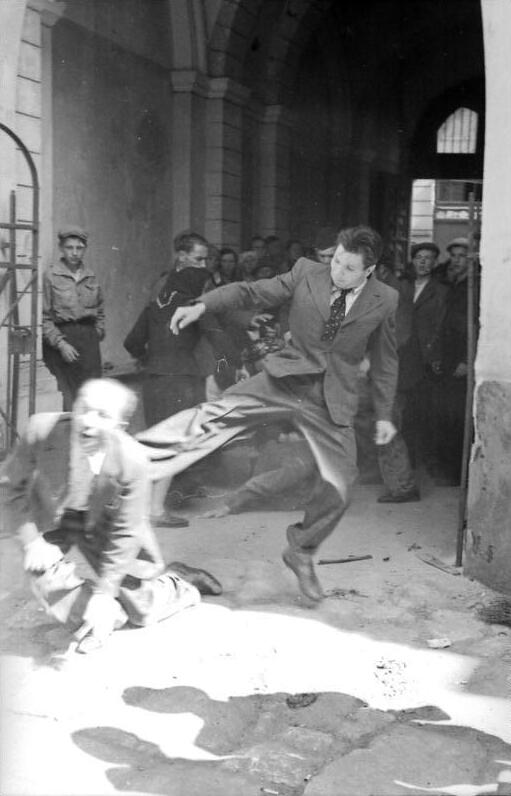
Ucranianos locales abusan de un judío durante los Pogromos de Leópolis (1941), en una fotografía tomada por las Tropas de Propaganda de la Wehrmacht.

- El levantamiento de los bóxers, entre julio y agosto de 1900, incluyó masacres de feligreses cristianos y sus misioneros católicos, ortodoxos y protestantes, en cantidad superior a los 30,000 fieles católicos, 2,000 protestantes, unos 300 ortodoxos, en la Masacre de Taiyuan, 136 misioneros protestantes, 47 sacerdotes y monjas católicos.[cita requerida]
- El genocidio armenio, el genocidio griego y el genocidio asirio realizado por las autoridades del Imperio otomano contra las minorías cristianas ortodoxas de armenios, griegos y asirios.[cita requerida]
- Los diferentes pogromos antisemitas en el Imperio ruso.[cita requerida]
- Durante el Raj Británico sobre India, los cristianos y los judíos recibían un trato preferencial sobre hindúes, musulmanes, budistas y sijs.[cita requerida]
- Durante el Mandato Británico de Palestina  se reportan muchos enfrentamientos violentos entre judíos y árabes mayoritariamente musulmanes en la región de Palestina.[cita requerida]
- Tras la Revolución rusa, y especialmente bajo el gobierno de Stalin, la Iglesia Ortodoxa Rusa y otras muchas comunidades cristianas fueron perseguidas.[cita requerida]
- Hitler y el Partido Nazi llegan al poder en Alemania con sus prédicas antisemitas y comienzan una persecución con medidas discriminatorias y humillantes contra los judíos, prohibiéndoles el ingreso a ciertas carreras, obligándolos a utilizar una marca distintiva, difundiendo propaganda antisemita, impulsando pogromos, despojándolos de sus propiedades y confinándolos a guetos, y llevados finalmente a los campos de exterminio en los que fueron asesinados y quemados unos seis millones de judíos, víctimas de la solución final perpetrada en la Conferencia de Wannsee. Otras minorías religiosas perseguidas por la Alemania Nazi fueron los testigos de Jehová, los ateos, comunistas y los cristianos contrarios al régimen.[cita requerida]

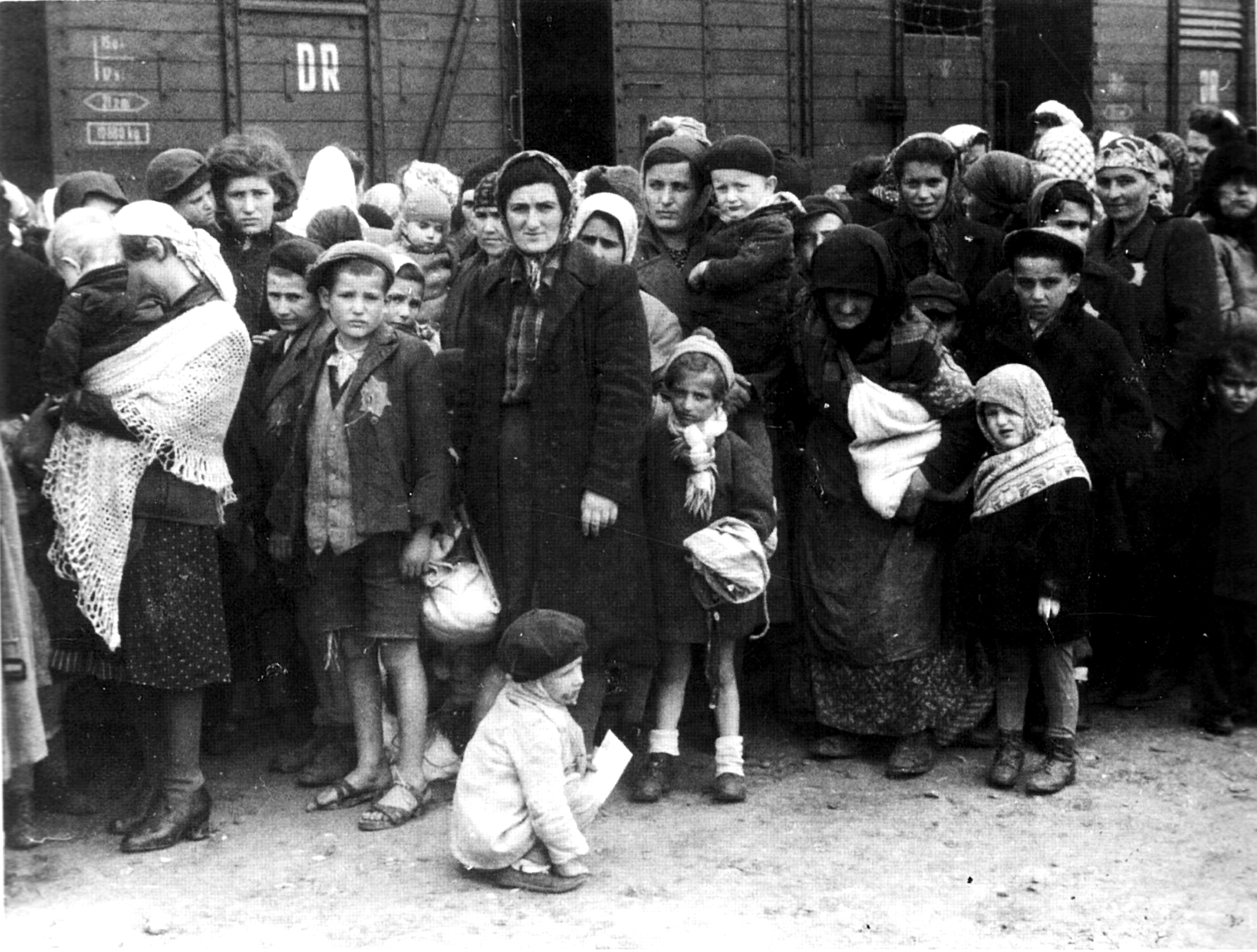
Civiles procedentes de Hungría siendo deportados al campo de exterminio de Auschwitz, mayo de 1944.

- Entre 1926 y 1929, se llevó a cabo la primera Guerra Cristera en México, que mediante la Ley Calles, se pretendió limitar el culto católico que es el mayoritario, por lo que unos 50,00 combatientes se levantaron en armas, habiendo ejecutado al menos a unos 300 maestros y unos sacerdotes.[cita requerida]
- En 1931 Irlanda consigue la independencia del Reino Unido tras una larga guerra. Mientras que el catolicismo es predominante en casi toda Irlanda, los condados de mayoría protestante del Úlster permanecen dentro del Reino Unido, en lo que se conoce como Irlanda del Norte. Los católicos de Irlanda del Norte aspiran a que esa parte del territorio se anexe a la República de Irlanda, mientras que los protestantes desean permanecer como parte del Reino Unido, lo que provocará una violenta guerra civil entre católicos y protestantes de Irlanda del Norte.[cita requerida]
- En México en los años 1934 y entre 1936 y 1938, se llevó a cabo la Segunda Guerra Cristera, como remanentes de la primera.[cita requerida]
- En 1948 se producen violentos enfrentamientos entre hindúes y musulmanes tras la Independencia de la India. Se decide dividir el país en la república islámica de Pakistán para los musulmanes, y el Estado laico de India, que aunque secular era mayoritariamente hindú. Aun así, la emigración de millones de hindúes y musulmanes al otro lado de la frontera genera violentos enfrentamientos. La disputa de Cachemira (de mayoría musulmana pero gobernada por un hindú, por lo que se anexionó a India) provoca una serie de interminables enfrentamientos religiosos entre hindúes y musulmanes indios.[cita requerida]
- La partición de la región de Palestina a fines de la década de 1940 fijó la creación de Palestina e Israel. Las comunidades árabes en la zona no admiten tal decisión, dando inicio a una serie de conflictos -mejor conocidos como el conflicto árabe-israelí- que perduran hasta el día de hoy.[cita requerida]
- En 1951 la República Popular de China invade la nación de Tíbet forzando a sus líderes religiosos, como el dalái lama, al exilio y reprimiendo duramente al budismo tibetano. La Revolución Cultural de Mao en China también generó fuertes persecuciones contra las diferentes comunidades religiosas chinas en las provincias del interior.[cita requerida]

#### Segunda mitad delsigloXXysigloXXI
- Comienza la Guerra Civil de Sri Lanka cuando los tamiles hindúes del norte desean independizarse, a lo que se opone el gobierno central dominado por budistas cingaleses..[cita requerida] El enfrentamiento ha sido entre los radicales tamiles contra los cingaleses budistas y la minoría de musulmanes que eran frecuentemente atacados por tamiles (por lo que el gobierno tuvo que asistir a los musulmanes dándoles armas y entrenamiento paramilitar para que se defendieran). El gobierno de Sri Lanka recibió apoyo de la India, ya que ésta temía que de independizarse los tamiles del norte de Sri Lanka, los tamiles del Estado indio sureño de Tamil Nadu buscarían imitarlos.[cita requerida]
- Tras la guerra de independencia de Bangladés que luchó por independizarse de Pakistán con apoyo de India, los independentistas bengalíes abogaban por la identidad bengalí indiferentemente de la religión (puesto que Bangladés tenía un número mucho mayor de hindúes, budistas y sijs que Pakistán), pero tras la llegada al poder de partidos islamistas, se han reportado ataques de parte de bengalíes musulmanes contra hindúes y budistas que incluyen villas arrasadas, templos destruidos, mujeres y niñas violadas, asesinatos y cosechas quemadas.[cita requerida]
- En Tailandia, los musulmanes del sur han intentado independizarse del gobierno central, liderado por la mayoría budista thai. El budismo es la religión del 95% de los tailandeses y es la religión oficial de la monarquía y del Estado.[cita requerida]
- En Filipinas, los musulmanes llamados moros han intentado independizarse del gobierno central. La mayoría de los filipinos son católicos.[cita requerida]
- En Birmania, la minoría musulmana Cham ha sido violentamente reprimida por los militares birmanos budistas que incluyen violaciones, destrucción de propiedad y asesinatos. Organizaciones de Derechos Humanos acusan al gobierno birmano de discriminar a las minorías religiosas no budistas, especialmente los musulmanes.[cita requerida]
- En Vietnam, bajo el gobierno del católico y anticomunista Ngo Dinh Diem, los budistas fueron perseguidos y se promovió el catolicismo a pesar de ser el budismo la religión mayoritaria.[cita requerida]
- En Chipre, se suscitó un conflicto entre los chipriotas de origen griego y religión cristiana ortodoxa y los de origen turco y musulmanes.[cita requerida]
- En Egipto, la minoría de cristianos coptos asegura sufrir discriminación por parte del gobierno y las autoridades musulmanas.
- Tras la desintegración de Yugoslavia, los serbios (cristianos ortodoxos) comenzaron una limpieza étnica contra los croatas (católicos) y los bosnios (musulmanes), con violentas represalias de parte de croatas y bosnios contra serbios. Esto incluyó el genocidio bosnio y uno de los peores casos de violación masiva de la historia como lo fue la violación sistemática de miles de mujeres bosnias musulmanas.[cita requerida]
- En los años 80, los sijs de India buscan la independencia de su país, Panyab, produciendo un enfrentamiento con el gobierno central de India. Sijs fundamentalistas atacan a la minoría hindú de Panyab para tener una población totalmente sij, mientras que el gobierno indio realiza una violenta represalia que termina con un bombardeo al Templo de Oro, el lugar más sagrado para los sijs. Guardaespaldas sijs se vengan de este atentado asesinando a la primera ministra de India, Indira Gandhi, y pogromos contra la población sij de India debido a este magnicidio se reportan por todo el país.[cita requerida]
- En los años 80, la tensión entre cristianos y musulmanes en Líbano llega a un extremo. Siendo por años el único país árabe donde cristianos eran mayoría, los libaneses tenían un sistema en el que el presidente era siempre cristiano y el vicepresidente siempre musulmán. Pero la llegada de miles de refugiados palestinos provocó que los musulmanes fueran mayoría, y la violencia entre ambas comunidades estalló en la Guerra Civil del Líbano. Los cristianos, apoyados por Israel, y los musulmanes, apoyados por Siria y la Palestina, se enfrentaron en un conflicto étnico que hasta muy recientemente no se ha comenzado a resolver.[cita requerida]
- Hacia finales de los años 80, 6 sacerdotes jesuítas y dos ayudantes fueron asesinados en El Salvador por un pelotón del Batallón Atlácatl de la fuerza armada

- En Afganistán bajo el régimen talibán, los hindúes fueron forzados a usar un distintivo que los diferenciara de forma similar a los judíos bajo gobierno nazi.[cita requerida]
- En Pakistán, organizaciones de Derechos Humanos acusan al gobierno y los líderes tribales de discriminación y actos violentos contra hindúes, cristianos, paganos kalash y ahmadías.[cita requerida]
- Similares críticas recibe Arabia Saudí por no permitir la práctica pública de cualquier otra religión que el islam (en Arabia Saudí hay minorías de cristianos, hindúes y budistas).[cita requerida]
- La República Islámica de Irán, mayoritariamente islámica chií, recibe críticas de organizaciones internacionales por discriminar supuestamente contra musulmanes sunníes, cristianos, judíos, zoroastrianos y especialmente contra la minoría bahai, que es vista como apóstata.[cita requerida]
- En Irak, después de la guerra de Irak realizada por Estados Unidos, grupos de yihadistas han atacado a cristianos, y también se reportan enfrentamientos violentos entre musulmanes chiíes (mayoría) y sunníes.[cita requerida]
- El gobierno de China ha sido acusado de perseguir religiones como el budismo tibetano, el cristianismo, el islam y el Falun Gong.[18]
- En Indonesia, al independizarse de los Países Bajos (durante la cual la minoría china mayoritariamente budista y cristiana contaba con un trato preferencial) se reportaron terribles pogromos contra la población china por parte de musulmanes fanáticos en todo el país, incluyendo linchamientos, violación de mujeres y destrucción de propiedades y comercios chinos.[cita requerida]
- Tras la caída de la URSS, los musulmanes de Chechenia buscaron la independencia provocando así una violenta guerra entre los rusos y los musulmanes chechenos.[cita requerida]
- La Guerra Civil de Sudán se realizó principalmente entre los árabes musulmanes del norte contra los cristianos y animistas negros del sur y fue un conflicto tremendamente violento.[cita requerida]
- La Guerra en Somalia es producto de tensiones religiosas entre el gobierno y las guerrillas islámicas, alentadas por los soldados cristianos de Etiopía presentes en el país y el gobierno islámico de Eritrea.[cita requerida]
- En Grecia, se ha acusado al gobierno y a la Iglesia ortodoxa de discriminar a los neopaganos helenistas.[cita requerida]
- El llamado genocidio rohinyá en contra de esta minoría principalmente musulmana, por parte del gobierno budista de Myanmar.[cita requerida]

## Conflictos entre comunidades religiosas

### Cristianos y otras religiones
En tiempos modernos, los principales conflictos involucrando a los cristianos son:
- Conflicto entre católicos y protestantes en Irlanda del Norte.
- Discriminación por parte de cristianos ortodoxos en Grecia hacia minorías religiosas como los neopaganos (neohelenismo).
- Conflicto entre serbios ortodoxos y croatas católicos en la ex Yugoslavia.

### Corrientes del Islam y otras religiones

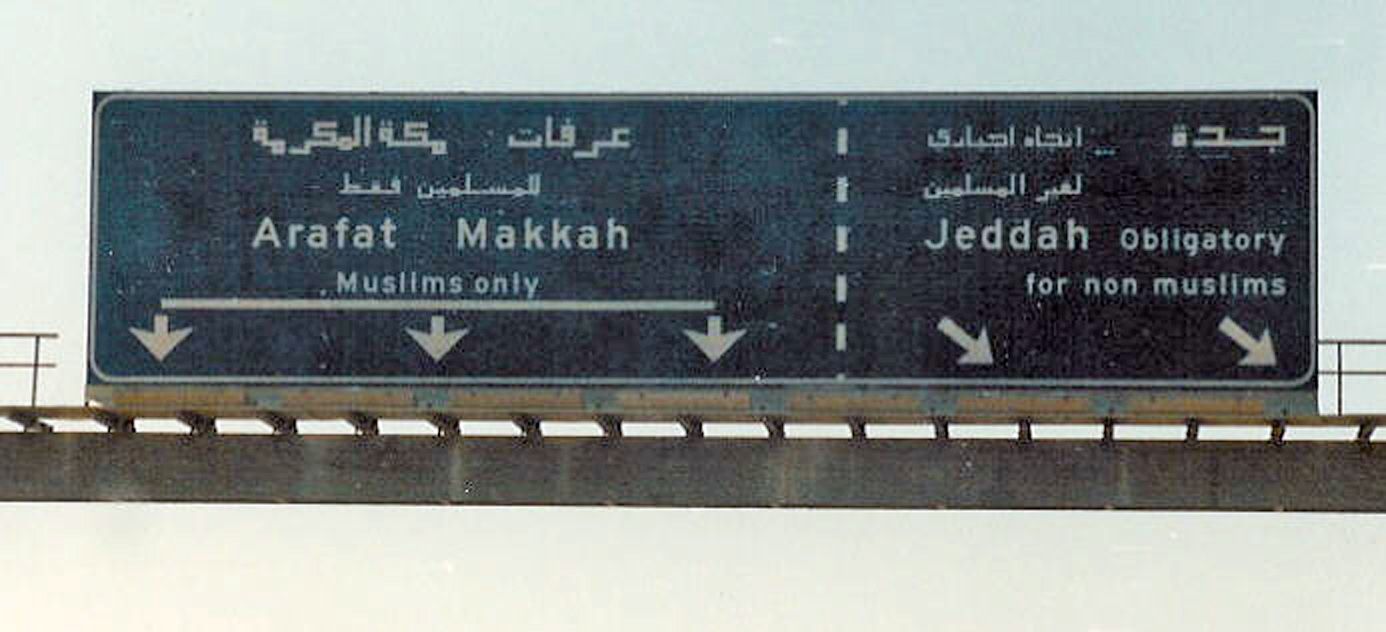
Cartel en Arabia Saudita indicando la prohibición de los no musulmanes de entrar en La Meca.

En estados de Oriente y África bajo el régimen de facto de estado confesional, diversas situaciones de vulneraciones graves a los derechos humanos han ocurrido en el contexto de la aplicación de la ley sharía. Las transgresiones a la sharia incluyen relaciones sexuales fuera del matrimonio (adulterio), acusaciones falsas, beber alcohol, robo y asalto en rutas. La ley sharia no cuenta con un modo de aplicación universal sino que depende de la interpretación que se le de en cada territorio. Las ofensas sexuales suelen conllevar una pena de lapidación o azotes, mientras que el robo está penado con la amputación de una mano. Algunos países, como por ejemplo Arabia Saudí, afirman vivir bajo el imperio de la sharía en toda su pureza, y aplican las penas mencionadas ante las ofensas hadd. En otros, como por ejemplo Pakistán, no ocurre lo mismo. La mayoría de los países del Oriente Próximo, incluyendo a Jordania, Egipto, Líbano y Siria, no han adoptado las ofensas Hadd como parte de sus legislaciones estatales, pero la sharia se está adoptando en varios países del África negra, causando conflictos con las costumbres de los turistas en varias partes del mundo, etc.
Otros ejemplos de intolerancia religiosa que han involucrado a diversas corrientes del islam han sido:
Luchas entre hindúes y musulmanes en India y Pakistán, principalmente por Cachemira, también en Aiodhia tras la destrucción de la Mezquita de Babri construida sobre las ruinas de un antiguo templo hindú del dios Hánuman, lo que causó enfrentamientos entre hindúes y musulmanes. Los recientes ataques terroristas islámicos en Bombay también denotan el conflicto entre ambas comunidades y la persistente tensión entre India y Pakistán. En la Guerra Civil de Sri Lanka ha habido luchas entre hindúes y musulmanes. Igualmente ha habido persecución de hindúes en países islámicos como Afganistán y Bangladés.[cita requerida]
Conflictos entre musulmanes y budistas se han dado en Birmania entre la mayoría budista y la minoría musulmana cham; en Tailandia entre la mayoría budista y los musulmanes del sur; en Bangladés entre los musulmanes bengalíes y las tribus rurales budistas de la frontera con India; en Indonesia por la violencia contra la minoría budista china por parte de musulmanes indonesios; en Afganistán por la destrucción de las estatuas de Buda por el régimen talibán lo que provocó gran indignación en los países budistas.[cita requerida]
Conflictos entre musulmanes y cristianos se han dado: en Líbano por la guerra civil entre los cristianos apoyados por Israel y los musulmanes apoyados por Siria y los refugiados palestinos. El conflicto entre los musulmanes bosnios y los cristianos serbios y croatas de la ex Yugoslavia. El conflicto en Somalia entre facciones de musulmanes y cristianos apoyados por el gobierno cristiano de Etiopía y el gobierno islámico de Eritrea, respectivamente. En Sudán por la guerra entre los árabes musulmanes del norte y los negros cristianos y animistas del Sur. En Nigeria el enfrentamiento entre musulmanes del norte y cristianos del sur. En Chipre el conflicto entre cristianos griegos y musulmanes turcos. En Egipto enfrentamientos entre musulmanes y la minoría cristiana de coptos. En alguna medida, el conflicto entre Rusia y Chechenia y las invasiones de Estados Unidos a Afganistán e Irak son vistos como luchas entre cristianos y musulmanes, aunque Rusia y Estados Unidos sean Estados seculares y no estén motivados directamente por razones religiosas.[cita requerida]
Conflictos entre judíos y musulmanes: gira alrededor del conflicto árabe-israelí .[cita requerida]La minoría de paganos kalash en Pakistán también han sufrido violenta persecución.[cita requerida]

### Hinduismo y otras religiones
Aparte los enfrentamientos ya mencionados entre hindúes y musulmanes, se cuentan estos:[cita requerida]
- Conflicto entre hindúes y budistas en Sri Lanka.
- Conflicto entre hindúes y sijs en India.
- En la India, la violencia contra cristianos es generalmente perpetrada por grupos de hindúes nacionalistas. Algunos actos de violencia frecuentes incluyen el incendio de iglesias, amenazas y agresiones físicas, la quema de Biblias, la violación de monjas, el asesinato de los sacerdotes, clérigos o pastores y la destrucción de escuelas cristianas, colegios y cementerios cristianos. De acuerdo con algunos,[20] el número de incidentes de violencia anticristiana se ha multiplicado desde que  Bharatiya Janata Party  comenzó su régimen en marzo de 1998.

### Budismo y otras religiones
Descontando los anteriores conflictos con los musulmanes en Tailandia y Birmania:[cita requerida]
- Conflicto entre budistas e hindúes en Sri Lanka.
- Invasión de China a Tíbet y persecución del budismo tibetano.
- Pogromos contra chinos (muchos de ellos budistas) por parte de musulmanes en Indonesia.
- Genocidio roginya.